# Davidiella ephedricola
Davidiella ephedricola är en svampart som först beskrevs av Butin, och fick sitt nu gällande namn av Aptroot 2006. Davidiella ephedricola ingår i släktet Davidiella och familjen Davidiellaceae.   Inga underarter finns listade i Catalogue of Life.